# 아이돌마스터 SideM
'아이돌마스터 SideM' (아이돌마스터 사이드 엠)은 'THE IDOLM@STER'의 세계관을 모티브로 하는 모바일 장치 전용의 소셜 게임이다. 주식회사 DeNA가 운영•제공하며 Mobage 컨텐츠의 하나이다.
2023년 1월 5일을 기해 서비스를 종료했다.

## 등장 캐릭터
오리지널 캐릭터 37명 외, THE IDOLM@STER 시리즈에 등장하는 961 프로 소속 아이돌 'Jupiter'의 3명이나, 전 961 프로 소속 아이돌로서 등장한다.
각 아이돌은, 각각 피지컬, 인텔리, 멘탈의 3종의 속성으로 나뉘어 있다. 아이돌 잡지의 표지에는 각 아이돌의 특정의 편성에 의한 유닛명이 기재되어 있다.
아이돌들과의 친교가 깊어지는 것으로, 그들에 관한 에피소드를 만화 형식으로 열람할 수 있다.

### Jupiter (주피터)
전 961 프로 소속 아이돌 그룹. 961 프로로 유명 아이돌로서 활동하고 있었다. 그 때문에, 다른 아이돌들에게서는 연예계의 선배로서 다루어지고 있어 몇 명의 아이돌은 그들이 계기로 아이돌에 전신하고 있다.
아마가세 토마 (天ヶ瀬 冬馬)
소리 - 테라시마 타쿠마
생일- 3월 3일/연령- 17세/별자리-물고기자리/혈액형- B형/쓰는 손- 오른쪽/출신지-가나가와/신장- 175 cm /체중- 57 kg /신발 사이즈- 25.5 cm /취미-축구, 요리, 피겨 모음/특기-스파이스 카레 만들기/속성-피지컬
전 961 프로 소속 아이돌. 오디션 후, 961 프로 사장의 쿠로이 타카오에게 스카우트되어 961 프로 소속 아이돌이 되었다. 하지만, 뒤공작 등을 실시하는 961 프로의 방침으로 정나미가 떨어져, 쇼타·호쿠토와 함께 961 프로를 그만두고 315 프로로 이적했다.
입은 나쁘지만, 솔직하고 곧은 성격. 로봇 피겨를 모으는 것이 취미.
미타라이 쇼타 (御手洗 翔太)
소리- 마츠오카 요시츠구
생일- 4월 20일/연령- 14세/별자리-황소자리/혈액형- AB형/쓰는 손-왼쪽/출신지-도쿄/신장- 163 cm /체중- 49 kg /신발 사이즈- 24.5 cm /취미-자는 것, 효도♪/특기-후방전회/속성-멘탈
전 961 프로 소속 아이돌. Jupiter 결성 전에 본 토마가 연습하고 있는 모습을 동경하고 있다.
아침에 약하고, 갈아 입기나 식사도 부모에게 도움을 받고 있다. 하지만 다른 멤버보다 빨리 연습을 시작하는 등 성실한 일면도 있다. 운동신경은 좋지만, 헤엄을 못 친다.
이쥬인 호쿠토 (伊集院 北斗)
소리- 칸바라 다이치
생일- 2월 14일/연령- 20세/별자리-물병 자리/혈액형- O형/쓰는 손- 오른쪽/출신지-교토/신장- 180 cm /체중- 64 kg /신발 사이즈- 26.5 cm /취미-피아노, 바이올린, 데이트/특기-고속 고양이 춤/속성-인텔리
전 961 프로 소속 아이돌. 모델 아르바이트를 하고 있었지만, 쿠로이 사장에게 스카우트되어 아이돌이 된다.
여자 좋아하는 플레이 보이. 원래는 피아니스트를 지망하였지만, 손을 다치고 꿈을 단념하고 있다.

### DRAMATIC STARS (드라마틱 스타즈)
튜토리얼로 최초로 스카우트 할 수 있는 3명으로 구성된 유닛.
텐도 테루 (天道 輝)
소리- 나카무라 슈고
생일- 2월 23일/연령- 28세/별자리-물고기자리/혈액형- B형/쓰는 손- 오른쪽/출신지-후쿠시마/신장- 175 cm /체중- 63 kg /신발 사이즈- 26 cm /취미-특수 촬영, 다트/특기-요리/속성-피지컬
전 변호사. 어릴 적은 약자를 지키는 정의의 히어로를 동경하고 있었다. 과거에 일어난 사건에 의해, 똑바로 사는 것을 목표로 하고 있다.
돌보기 좋은 성격으로, 프로듀서나 츠바사를 자주 염려하고 있다. 자주 다쟈레를 말한다. 술은 2잔까지 밖에 마실 수 없다.
사쿠라바 카오루 (桜庭 薫)
소리- 우치다 유마
생일- 9월 24일/연령- 26세/별자리-저울자리/혈액형- A형/쓰는 손- 양/출신지-교토/신장- 178 cm /체중- 58 kg /신발 사이즈- 26.5 cm /취미-누나의 기념품인 닳은 시집을 읽기/특기-마술/속성-인텔리
전 외과의. 어릴 적부터 노래가 자신 있었고, 입원중이던 누나에게 자주 노래했다. 누나의 생명을 빼앗은 병을 없애기 위해, 돈을 벌기 위해서 아이돌이 되었다.
완벽주의로 위에서 바라보는 시선의 발언이 많아, 종종 테루와는 충돌하고 있다.
카시와기 츠바사 (柏木 翼)
소리- 야시로 타쿠
생일- 6월 2일/연령- 24세/별자리-쌍둥이자리/혈액형- O형/쓰는 손-왼쪽/출신지-니가타/신장- 182 cm /체중- 68 kg /신발 사이즈- 27 cm /취미-테니스, 독서, 이코노미 클래스로 세계를 여행하기/특기-대식, 날씨 읽기/속성-멘탈
전 파일럿 후보생. 어떤 이유로 파일럿의 꿈을 단념하게 되어, 그 타이밍에 스카우트되어 아이돌이 되었다.
성실하고 온화한 성격. 때때로 비굴한 면을 보이기도 한다. 차입의 도시락이나 아이스를 많이 먹고 있어 대식의 묘사가 눈에 띈다.

### Altessimo (알테시모)
전 음악가로 구성된 유닛.
츠즈키 케이 (都築 圭)
소리- 토키 슌이치
생일- 4월 2일/연령- ?? /별자리-양자리/혈액형- O형/쓰는 손-왼쪽/출신지-베를린/신장- 182 cm /체중- 54 kg /신발 사이즈- 27 cm /취미-없음/특기-피아노/속성-멘탈
전 작곡가. 연령 미상으로 신비적인 분위기를 가진 남성. 빗속에서 노래하고 있던 것을 스카우트되어 아이돌이 되었다. 레이의 가성에 강한 흥미를 갖고 있다. 마이페이스인 성격으로 멍한 곳이 있어, 레이를 왠지 휘두르고 있다. 큰 키답지 않게 체중이 매우 가볍고, 수분 이외는 거의 입에 대지 않는다.
카구라 레이 (神楽 麗)
소리- 나가노 유스케
생일- 6월 17일/연령- 16세/별자리-쌍둥이자리/혈액형- B형/쓰는 손- 오른쪽/출신지-도쿄/신장- 165 cm /체중- 52 kg /신발 사이즈- 24.5 cm /취미-핸드 크림을 바르는 것/특기- 1번 들은 음악을 정확하게 바이올린으로 연주할 수 있다/속성-인텔리
전 바이올리니스트. 바이올리니스트로서 활약하고 있었지만, 어떤 이유에 의해 좌절. 연주가 평가되어 스카우트되었다. 케이의 노래에 강한 자극을 받고 있다.
자신을 '저', 프로듀서를 '귀하'라고 부르는 등, 딱딱한 말투가 특징.
'충실하고 상냥하다'라는 이유로 개를 좋아해. 또 말도 좋아하고, 경마도 텔레비전으로 보고 있다.

### Beit (바이트)
아르바이트 동료들로 구성된 유닛. 멤버들은 아이돌이 되기 전부터의 아는 사람이다.
타카죠 쿄지 (鷹城 恭二)
소리- 우메하라 유이치로
생일- 2월 2일/연령- 20세/별자리-물병 자리/혈액형- A형/쓰는 손- 오른쪽/출신지-도쿄/신장- 182 cm /체중- 62 kg /신발 사이즈- 27 cm /취미-세탁/특기-암산/속성-인텔리
전 프리터. 편의점에서 아르바이트를 하고 있었다. 피에르가 불러 아이돌이 된다.
친가는 명가인 것 같지만, 그에 의지하지 않고 자신 힘으로 성공하는 것을 바라고 있다. 오드아이의 소유자 (왼쪽 눈이 파랑, 오른쪽 눈이 초록).
피에르 (ピエール)
소리- 호리에 슌
생일 - 8월 1일/연령 - 열다섯/별자리 - 사자/혈액형 - 오/쓰는 손 - 양손/출신지 - 바다의 저쪽/신장 - 165 cm /체중 - 50 kg /신발 사이즈 - 24.5 cm /취미 - 인형옷과의 사진 촬영/특기 - 귤 빨리 깎기/속성-멘탈
원 인형 아르바이트. 모두를 웃는 얼굴로 하기 위해서 아이돌이 되었다. 특훈 전은 개구리의 인형을 입고 있지만, 특훈 후는 인형을 벗어 아이돌 의상을 보인다.
실은 모국의 왕자이며, 왕위 계승권의 분쟁에 말려 들어가지 않기 위해 일본으로 왔다. 그 때문에 출신지를 적고 있지 않고, 2명의 SP가 항상 경호하고 있다.
와타나베 미노리 (渡辺 みのり)
소리- 타카츠카 토모히토
생일- 3월 22일/연령- 31세/별자리-양자리/혈액형- AB형/쓰는 손- 오른쪽/출신지-이바라키/신장- 178 cm /체중- 55 kg /신발 사이즈- 26.5 cm /취미-핸드 크림 모음/특기-운전 시의 샛길 찾기/속성-피지컬
원 꽃집. 대단한 아이돌 팬으로, 아이돌의 매력을 한층 더 알기 위해서 아이돌이 되었다.
과거에 숙부를 잃고 있어 그 숙부가 모으고 있던 아이돌 상품이 현재의 아이돌 좋아하게 된 루트가 됐다.

### W (더블)
쌍둥이인 아오이 형제로 구성된 유닛. 2명 모두 전은 프로 축구 선수였다. 2명 모두 프로듀서를 '감독'이라고 부른다.
아오이 유스케 (蒼井 悠介)
소리- 키쿠치 타케루
생일- 7월 7일/연령- 18세/별자리-게자리/혈액형- B형/쓰는 손-왼쪽/출신지-나가노/신장- 161 cm /체중- 52 kg /신발 사이즈- 24 cm /취미-축구/특기-축구/속성-멘탈
전 축구 선수. 쿄스케의 쌍둥이 형. 생각하기 전에 몸이 움직이는 타입.
원래는 프로 축구 선수였지만, 무릎을 다쳐 은퇴.
아오이 쿄스케 (蒼井 享介)
소리- 야마야 요시타카
생일- 7월 7일/연령- 18세/별자리-게자리/혈액형- B형/쓰는 손- 오른쪽/출신지-나가노/신장- 161 cm /체중- 52 kg /신발 사이즈- 24 cm /취미-지혜의 고리/특기-연습 메뉴의 조립, 코칭/속성-인텔리
전 축구 선수. 유스케의 쌍둥이 남동생. 이따금 안경을 쓰고 있다. 형과는 달리 두뇌파로 냉정한 성격.
유스케의 부상에 대해 자신에게 책임이 있다고 느끼고 있어 그에 대해 빚을 느끼고 있다.

### FRAME (프레임)
전 공무원으로 구성된 유닛.
아쿠노 히데오 (握野 英雄)
소리- 쿠마가이 켄타로
생일- 3월 7일/연령- 23세/별자리-물고기자리/혈액형- AB형-쓰는 손-왼쪽/출신지-가나가와/신장- 171 cm /체중- 67 kg /신발 사이즈- 25.5 cm /취미-트레이닝 런/특기/경찰견의 훈련, 동물 전반의 예의 범절/속성-인텔리
전 경찰관. 노래를 통해 아이들에게 '너는 혼자가 아니다'라고 전하기 위해서 아이돌이 되었다.
아이를 좋아하지만, 얼굴이 무섭기 때문에 무서워해져 버리는 것이 고민. 친가는 대가족으로, 그처럼 전원 무서운 얼굴.
키무라 류 (木村 龍)
소리- 하마 켄토
생일- 5월 5일/연령- 20세/별자리-황소자리/혈액형- B형/쓰는 손- 오른쪽/출신지-지바/신장- 175 cm /체중- 70 kg /신발 사이즈- 26 cm /취미-낮잠/특기-재봉/속성-피지컬
원 소방 대원. 하루 소방서장의 일을 하기 위해서 아이돌이 되었다.
상당한 불행 체질로, 항상 부상이 끊어지지 않는 생활을 하고 있다. 일본 제일의 소방 대원을 목표로 하고 있지만, 그 불행 체질 때문에 보통으로 소방 대원을 하는 것은 곤란한 것 같다.
신겐 세이지 (信玄 誠司)
소리- 마스모토 타쿠야
생일- 12월 24일/연령- 31세/별자리-염소자리/혈액형- B형/쓰는 손- 오른쪽/출신지-구마모토/신장- 185 cm /체중- 78 kg /신발 사이즈- 27 cm /취미-요리/특기-총기류의 빠른 해체/속성-멘탈
원 군인. 사람을 웃게 하는 직업을 하고 싶어, 아이돌이 되었다.
군인 시절에 테러로 동료를 잃어 그 동료의 도그 태그를 몸에 익히고 있다.
자신을 무지렁이라 하거나 여성이 좋아할 것 같은 선물을 모른다고 흘리는 등, 여성이 골칫거리. 하지만, 조카딸인 '아마네'는 몹시 사랑해, 여자 아이를 좋아한다.
항상 재봉도구를 가지고 다니며 청소·세탁·요리가 자신있는 등, 가정적인 면을 가졌다.

### 사이 (彩)
일본의 전통 예능에 종사하고 있던 멤버로 구성된 유닛. 의상도 일본식의 물건으로 통일되고 있다.
네코야나기 키리오 (猫柳 キリオ)
소리- 야마시타 다이키
생일- 11월 12일/연령- 18세/별자리-전갈자리/혈액형- AB형/쓰는 손- 양/출신지-군마/신장- 165 cm /체중- 54 kg /신발 사이즈- 24.5 cm /취미-진귀한 짐승 관찰/특기-인간, 동물로부터 만화나 애니메이션의 캐릭터의 흉내나 형태 모사/속성-인텔리
전 만담가. 아이돌을 테마로 한 신작 에피소드를 만들기 위한 취재로서 아이돌이 되었다.
어미에 '냥스'라고 붙이는 등, 독특한 말투를 하고 있다.
하나무라 쇼마 (華村 翔真)
소리- 발레타 유타카
생일- 8월 24일/연령- 27세/별자리-처녀자리/혈액형- AB형/쓰는 손-왼쪽/출신지-니가타/신장- 174 cm /체중- 55 kg /신발 사이즈- 25.5 cm /취미-메이드 카페 돌기/특기-일본식 북 연주/속성-멘탈
원래 카부키의 여역 남우. 고교생의 무렵에 본 카부키의 무대를 동경해 카부키 배우가 되었지만, 연예계 출신이 아니었기 때문에 실력은 있어도 중임을 맡지 못 했다. 하지만, Jupiter의 스테이지 영상을 보고, 아이돌이 되는 것을 결의한다.
원 여역 남우이기 때문에, 평상시부터 여성과 같은 어조로 말한다.
키요스미 쿠로 (清澄 九郎)
소리- 나카다 유야
생일- 7월 3일/연령- 19세/별자리-게자리/혈액형- A형/쓰는 손- 오른쪽/출신지-카마쿠라/신장- 178 cm /체중- 67 kg /신발 사이즈- 26.5 cm /취미-여러 가지 입욕제 수집/특기-경기 카루타, 투선흥/속성-멘탈
원 다도가. 차와 탕과 화의 마음을 넓히기 위해서 아이돌이 되었다.

### High×Joker (하이 조커)
고등학교 경음부의 멤버로 구성된 유닛. 서비스 가동 당시는 'High☆Joker'라는 표기였지만, 서비스 재개 시에 'High×Joker'로 고쳐졌다.
아키야마 하야토 (秋山 隼人)
소리- 치바 쇼야
생일- 11월 22일/연령- 17세/별자리-전갈자리/혈액형- A형/쓰는 손- 오른쪽/출신지-효고/신장- 162 cm /체중- 48 kg /신발 사이즈- 24 cm /취미-게임, 기타/특기-야구 선수의 흉내/속성-피지컬
기타 겸 작사 담당. 밴드의 밑바닥에서 아이돌이 되었다.
인기를 얻고 싶어서 밴드를 시작했다.
다른 멤버에 비해 개성이 얇고, 캐치 카피나 대사 등에서도 평범하다는 것이 강조되고 있다.
후유미 쥰 (冬美 旬)
소리- 나카츠카 타쿠마
생일- 1월 2일/연령- 16세/별자리-염소자리/혈액형- B형/쓰는 손- 오른쪽/출신지-야마나시/신장- 158 cm /체중- 49 kg /신발 사이즈- 23.5 cm /취미-독서/특기-피아노/속성-인텔리
키보드 겸 작곡 담당. 아이돌을 목표로 하지는 않았다.
어릴 적에 손을 다쳐 피아노의 꿈을 단념하고 있다. 그 때문에, 밴드 활동에 대해서도 진지해지지 못하고 있다. 성실하고 딱딱한 성격. 프로듀서에 대해서는 신뢰도가 낮아 심한 발언이 많다.
사카키 나츠키 (榊 夏来)
소리- 와타나베 히로시
생일- 6월 18일/연령- 17세/별자리-쌍둥이자리/혈액형- AB형/쓰는 손-왼쪽/출신지-삿포로/신장- 170 cm /체중- 54 kg /신발 사이즈- 25.5 cm /취미-인간관찰, 바이올린/특기-기색을 지우기/속성-인텔리
베이스 담당. 얌전한 성격.
쥰에게 상당한 집착을 가지고 있어 밴드를 시작한 이유도 쥰의 옆에 있기 위해.
와카자토 하루나 (若里 春名)
소리- 시라이 유스케
생일- 3월 30일/연령- 18세/별자리-양자리/혈액형- O형/쓰는 손- 오른쪽/출신지-이시카와/신장- 173 cm /체중- 56 kg /신발 사이즈- 25.5 cm /취미-산책/특기-헤어 메이크/속성-멘탈
드럼 담당. 3번째의 유급을 회피하기 위해서, 동아리로 성적을 남기기 위해 밴드를 시작했다.
공부에 약하기는 하지만, 영어회화는 자신있고 외국인과도 겁먹는 일 없이 커뮤니케이션이 이루어진다.
단 것을 좋아하고, 자주 도너츠를 먹고 있다.
이세야 시키 (伊瀬谷 四季)
소리- 노가미 쇼
생일- 4월 12일/연령- 16세/별자리-양자리/혈액형- A형/쓰는 손-왼쪽/출신지-아오모리/신장- 169 cm /체중- 52 kg /신발 사이즈- 25 cm /취미-가라오케, 하데반 모음/특기-가라오케 채점으로 원하는 점수를 낼 수 있다/속성-피지컬
보컬 담당. 하야토의 기타에 감동받아 밴드를 시작했다.
밝은 성격으로 텐션이 높다. 노래에 대해서는 진지하지만, 쥰에게는 정식적인 멤버로서 인정되지는 않았다. 하루나만큼은 아니지만, 공부는 골칫거리.

### 신속일혼 (神速一魂)
양키 2명으로 구성된 유닛. 서비스 가동 당시는 'GodPUNCH'라는 이름이었지만, 서비스 재개 시에 '신속일혼'으로 고쳐졌다.
아카이 스자쿠 (紅井 朱雀)
소리- 마스야마 타케아키
생일- 4월 4일/연령- 16세/별자리-양자리/혈액형- A형/쓰는 손- 오른쪽/출신지-홋카이도/신장- 170 cm /체중- 65 kg /신발 사이즈- 25.5 cm /취미-머리에 '냐코'를 실어 산책/특기-천공주작 떨어뜨리기/속성-피지컬
정의감이 강한 소년. 악인의 악행을 멈추게 하기 위해서 아이돌이 되었다.
복대를 하고 있어, 애묘인 '냐코' (본명: 냥키이)가 복대 가운데에 있다.
쿠로노 겐부 (黒野 玄武)
소리- 후카마치 토시나리
생일- 7월 22일/연령- 17세/별자리-게자리/혈액형- B형/쓰는 손-왼쪽/출신지-교토/신장- 190 cm /체중- 65 kg /신발 사이즈- 28 cm /취미-안경 모으기, 두꺼운 책을 읽기 최근에는 가정의 의학을 읽고 있다/특기-천현빙인파, 전국일제 테스트·통일모의시험 전과목 1위/속성-인텔리
두뇌 명석한 소년. 천애고독이며, 시설의 출신. 본작의 아이돌 중에서 가장 신장이 크다.

### Cafe Parade (카페 퍼레이드)
'Cafe Parade'라는 카페의 스탭들로 구성된 유닛.
카미야 유키히로 (神谷 幸広)
소리- 카리노 쇼
생일- 1월 17일/연령- 21세/별자리-염소자리/혈액형- AB형/쓰는 손- 오른쪽/출신지-효고/신장- 181 cm /체중- 64 kg /신발 사이즈- 27 cm /취미-백 팩, 세계 여행/특기-빠르게 옷 갈아입기, 화려한 스푼 포크 다루기에 의한 서버기/속성-멘탈
'Cafe Parade'의 오너 겸 가르송.
여행을 좋아하고, 온 세상을 여행하고 있었다. 시노노메와는 고교생의 무렵부터의 친구. 방향 음치로 직선 길에서조차 위험하다.
시노노메 소이치로 (東雲 荘一郎)
소리- 아마사키 코헤이
생일- 11월 8일/연령- 21세/별자리-전갈자리/혈액형- B형/쓰는 손- 오른쪽/출신지-오사카/신장- 177 cm /체중- 65 kg /신발 사이즈- 26 cm /취미-다다미의 눈을 세기, 직소 퍼즐/특기-설탕 공예, 둘로 접은 종이/속성-인텔리
파티시에.
친가는 노포의 일본식 과자가게이지만, 팥소를 받아들이지 않는 체질이기 때문에, 집을 잇는 것을 단념했다.
기본적으로는 누구에게도 경어이지만, 프로듀서나 카미야에게는 칸사이 사투리가 섞이기도 한다.
아스란 BB. II세 (アスラン＝BB II世, 아스란 벨제뷰트 2세)
소리- 후루카와 마코토
생일- 마야력 5174년 10월 9일/연령- 26세/별자리-저울자리/혈액형- A형/쓰는 손- 양/출신지 게헤나/신장- 174 cm /체중- 66 kg /신발 사이즈- 25.5 cm /취미-금지된 새로운 레시피의 발견/특기-소환술, 영창/속성-피지컬
세프.
스스로를 '타천사 사탄을 시중드는 자'라고 자칭하는 중2병 청년. 봉제인형인 '사탄'을 항상 가지고 있어 이것이 없어지면 얌전한 원래 성격이 나와 버린다.
우즈키 마키오 (卯月 巻緒)
소리- 코다마 타쿠야
생일- 12월 12일/연령- 18세/별자리-궁수자리/혈액형- AB형/쓰는 손-왼쪽/출신지-고치/신장- 163 cm /체중- 52 kg /신발 사이즈- 24.5 cm /취미-전국 케이크 먹으러 돌아다니기/특기-효과 케이크, 일륜차/속성-멘탈
웨이터. 케이크를 아주 좋아하고, 케이크의 매력을 넓히기 위해서 아이돌이 되었다.
사키에게는 '롤'이라고 불리고 있다.
미즈시마 사키 (水嶋 咲)
소리- 코바야시 다이키
생일- 8월 19일/연령- 18세/별자리-사자자리/혈액형- B형/쓰는 손- 오른쪽/출신지-지바/신장- 160 cm /체중- 48 kg /신발 사이즈- 24 cm /취미-마술/특기-물구나무 서기/속성-피지컬
메이드. 사랑스러운 여성과 같은 용모를 하고 있지만, 실은 남성.
밝은 성격으로, '파핏' 등의 독특한 표현이 특징.

### 모후모후엔 (もふもふえん)
남자 초등학생으로 구성된 유닛.
오카무라 나오(岡村 直央)
소리- 야노 쇼고
생일- 3월 25일/연령- 11세/별자리-양자리/혈액형- A형/쓰는 손- 오른쪽/출신지-지바/신장- 143 cm /체중- 33 kg /신발 사이즈- 21 cm /취미-장기/특기-뜨개질/속성-인텔리
원 아역 탤런트. 모친에게 'Jupiter와 같은 스테이지에 세울 때까지 힘내라'라고 해져 아이돌이 되었다.
얌전한 성격으로, 자기에게 자신을 가지지 못 한다. 시로와는 소꿉친구.
타치바나 시로 (橘 志狼)
소리- 후루하타 케이스케
생일- 4월 22일/연령- 11세/별자리-황소자리/혈액형- B형/쓰는 손-왼쪽/출신지-토치기/신장- 139 cm /체중- 34 kg /신발 사이즈- 20.5 cm /취미-농구/특기-브레이크 댄스/속성-피지컬
원 아역.
응석인 성격. 곧 나오가 아이돌이 된 것을 알고, 그에 대항하기 위해서 아이돌이 되었다.
히메노 카논 (姫野 かのん)
소리- 무라세 아유무
생일- 2월 10일/연령- 9세/별자리-물병 자리/ O형/쓰는 손- 오른쪽/출신지-도쿄/신장- 125 cm /체중- 22 kg /신발 사이즈- 20 cm /취미-산책/특기-피아노/속성-멘탈
전 키즈 모델. 중성적이고 사랑스러운 용모를 하고 있다.
부친이 복식 관련 일을 하고 있어, 부친이 만든 옷을 퍼뜨리고 싶다고 생각하고 있다. 본작의 아이돌 중에서 최저 연령.

### S.E.M (세무)
전 교사로 구성된 유닛.
하자마 미치오 (硲 道夫)
소리- 이토 켄토
생일- 1월 13일/연령- 32세/별자리-염소자리/혈액형- AB형/쓰는 손-왼쪽/출신지-아와지섬/신장- 178 cm /체중- 65 kg /신발 사이즈- 26.5 cm /취미-청소, 퍼즐/특기-원주율의 암송/속성-인텔리
전 수학 교사. 학생들에게 꿈을 주어 공부에의 의욕을 싹트게 하기 위해서 아이돌을 목표로 했다. 본작의 아이돌 중에서는 최연장.
마이타 루이 (舞田 類)
소리- 에노키 쥰야
생일- 8월 8일/연령- 23세/별자리-사자자리/혈액형- B형/쓰는 손- 양/출신지-요코스카/신장- 170 cm /체중- 58 kg /신발 사이즈- 25.5 cm /취미-스키, 스노 보드, 서핑/특기-검 구슬/속성-멘탈
전 영어 교사. 하자마에게 이끌려 아이돌이 되었다.
영어 섞인 어조가 특징.
야마시타 지로 (山下 次郎)
소리- 나카지마 요시키
생일- 9월 1일/연령- 30세/별자리-처녀자리/혈액형- O형/쓰는 손- 오른쪽/출신지-이시카와/신장- 185 cm/체중- 70 kg /신발 사이즈- 27 cm /취미-고양이 카페 돌기, 경마/특기-라디오 체조/속성-인텔리
전 화학 교사. 하자마에게 이끌려 큰 돈을 벌 수 있을까 생각해 아이돌이 되었다.

### THE 코가도 (THE 虎牙道)
전 격투가로 구성된 유닛.
타이가 타케루 (大河 タケル)
소리- 테라시마 쥰타
생일- 12월 21일/연령- 17세/별자리-궁수자리/혈액형- B형/쓰는 손-왼쪽/출신지-미야기/신장- 165 cm /체중- 52 kg /신발 사이즈- 24.5 cm /취미-근처의 고양이 길들이기, 런닝/특기-몸을 움직이는 것이면 뭐든지, 슈팅 게임/속성-피지컬
전 복서. 입이 서툴어 말수가 적다. 일에 대해서는 성실하고, 항상 트레이닝을 빠뜨리지 않는다.
엔죠지 미치루 (円城寺 道流)
소리- 하마노 다이키
생일- 9월 14일/연령- 24세/별자리-처녀자리/혈액형- O형/쓰는 손- 양/출신지-고치/신장- 185 cm /체중- 80 kg /신발 사이즈- 28.5 cm /취미-자격 취득/특기-너무 많이 있어서 걸치지 않지만, 최근에는 손뜨개인형에 빠져 있다/속성-피지컬
전 라면집. 돈을 벌고, 지금의 빌딩에서 라면집을 계속하기 위해서 아이돌이 되었다.
원래는 유도가이며, 금메달을 취했던 적이 있다. 본작의 아이돌 중에서 최중량.
키자키 렌 (牙崎 漣)
소리- 코마츠 쇼헤이
생일- 5월 14일/연령- 18세/별자리-불명/혈액형-불명/쓰는 손- 양/출신지-해외의 어딘가/신장- 172 cm /체중- 59 kg /신발 사이즈- 25.5 cm /취미- 왜 이딴 걸 너한테 말해야 해? 멍청아!/특기-상대를 부수는 걸로 정해져 있겠지!/속성-피지컬
전 권법가. '천재 권법 소년'으로서 잡지에서 소개된 적이 있다.
입이 거칠고 항상 거만한 어조로 이야기한다. 제멋대로이고 멋대로인 성격.

### F-LAGS (플래그스)
2015년 4월 24일에 추가 등장되는 것이 발표된 신규 유닛.
아키즈키 료 (秋月 涼)
소리- 산페이 유코
생일- 9월 15일/연령- 15세/별자리-처녀자리/혈액형- O형/쓰는 손-오른손잡이/출신지-도쿄/신장- 162 cm /체중- 54 kg /신발 사이즈- 24.5 cm /취미-청소, 요리/특기-댄스, 변장/속성-멘탈
전 여장 아이돌.
츠쿠모 카즈키 (九十九 一希)
소리- 토쿠타케 타츠야→히루마 쥰야
생일- 10월 13일/연령- 19세/별자리-저울자리/혈액형- A형/쓰는 손-오른손잡이/출신지-기후/신장- 178 cm /체중- 64 kg /신발 사이즈- 26.5 cm /취미-캠프, 독서/특기-한 번 읽은 책의 내용은 대체로 기억한다, 먹을 수 있는 버섯을 분별할 수 있다/속성-인텔리
전 소설가.
카부토 다이고 (兜 大吾)
소리- 우라오 타케히로
생일- 5월 20일/연령- 14세/별자리-황소자리/혈액형- AB형/쓰는 손-오른손잡이/출신지-히로시마/신장- 160 cm /체중- 52 kg /신발 사이즈- 24 cm /취미-격투 게임/특기-거합도, 깎아썰기/속성-피지컬
전 6대.

### Legenders (레젠더스)
2016년 7월 22일에 추가 등장되는 것이 발표된 신규 유닛.
쿠즈노하 아메히코 (葛之葉 雨彦)
소리- 카사마 쥰
생일- 10월 31일/연령- 30세/별자리-전갈자리/혈액형- O형/쓰는 손-양손잡이/출신지-나라/신장- 191 cm /체중- 74 kg /신발 사이즈- 28 cm /취미-별점치기/특기-종이접기/속성-인텔리
전 청소부.
키타무라 소라 (北村 想楽)
소리- 시오야 후미요시
생일- 11월 28일/연령- 19세/별자리-사수자리/혈액형- B형/쓰는 손-오른손잡이/출신지-미에/신장- 174 cm /체중- 62 kg /신발 사이즈- 26.5 cm /취미-혼자서 여행/특기-서예/속성-멘탈
전 잡화점 점원.
코론 크리스 (古論 クリス)
소리- 코마다 와타루
생일- 10월 11일/연령- 29세/별자리-천칭자리/혈액형- AB형/쓰는 손-오른손잡이/출신지-사이타마/신장- 187 cm /체중- 58 kg /신발 사이즈- 27.5 cm /취미-수족관 순회/특기-잠수용 기구 없이 잠수하기(물에서 숨 참기)/속성-인텔리
전 해양학자.

### 그 외의 등장인물
사이토 타카시 (齋藤 孝司)
소리- 타치키 후미히코
315 프로 대표이사. 아이돌마스터 시리즈의 각 대표이사와 같이  검은 칠의 실루엣으로 등장. 모든 남녀층에게 인기가 있는, 힘 넘치는 아이돌을 요구하고 있다. 뜨거운 성격을 느끼게 하는 언동으로 PR를 실시하고 있다.
야마무라 켄 (山村 賢)
소리- 카와니시 켄고
315 프로의 사무원. 안경을 이마에 쓰고 있다. '신데렐라 걸즈'에서의 센카와 치히로, 'MILLION LIVE!'에서의 오토나시 코토리에 해당하는 캐릭터.
프로듀서 (プロデューサー)
소리- 이시카와 카이토 (TV 애니메이션만)
게임 내에서 플레이어의 분신이 되는 캐릭터. 플레이어의 분신이기 때문에 상세한 프로필은 설정되어 있지 않지만 잡지 등에서는 정장 차림으로 장발을 하나로 묶고 있다. 성별은 특별 언급되지 않았다.
TV 애니메이션판에서는 나오는 캐릭터는 외모는 게임 내의 잡지에 가까운 모습을 하고 있다.

## 관련 게임

### LIVE ON ST@GE!
'아이돌마스터 SideM LIVE ON ST@GE!' (아이돌마스터 라이브 온 스테이지!)는 2017년 8월 20일에 개시되는 모바일 장치 전용의 소셜 게임.

## 애니메이션

### 아이돌마스터 SideM
2017년 2월 12일에 행해진 「THE IDOLM@STER SideM 2nd STAGE ~ORIGIN@L STARS~」2일째의 공연 내에서 애니메이션 제작 결정을 발표하였다. 동년 10월부터 12월까지 도쿄 MX, 마이니치 방송, 나고야 TV 방송, BS11에서 방영되었다.

### 아이돌마스터 SideM 이유있어 Mini!
2018년 8월 20일에 니코니코 생방송의 「아이돌마스터 SideM 4주년!!!! 축제다 어기영차 니코니코 생방송」중에서 덴키 마오우의 '아이돌마스터 SideM 이유있어 Mini!'의 애니메이션화가 결정되었다. 동년 10월부터 12월까지 도쿄 MX, BS11에서 방영되었다.